# Iglesia de Santa Catalina (Teulada)
La iglesia de Santa Catalina es un templo de culto católico situado en Teulada (Alicante), Comunidad Valenciana, España.
Esta iglesia puede datar del último tercio del siglo XVI, construida sobre una primitiva iglesia de estilo gótico valenciano que había sido construida entre finales del siglo XIV y principios del XV.
La edificación de este templo responde a una doble funcionalidad: religiosa y defensiva. Los continuos ataques de la piratería berberisca que desde las costas de África castigaron gravemente y a menudo los pueblos de litoral valenciano.Ya en 1562 el ingeniero italiano J. B. Antonelli aconsejaba reforzar las murallas de la villa de Teulada o fortificar su iglesia. El resultado de este informe, además de las reiteradas peticiones de los Jurados y Justicias de la villa, fue que se levantara un edificio de proporciones que podemos calificar de majestuosas si tenemos en cuenta lo que era en aquellos momentos la población de Teulada (casi unos 600 habitantes en el año 1574). Las obras duraron alrededor de 35-40 años y fueron sufragadas íntegramente por los vecinos de la villa mediante la imposición de diferentes contribuciones que afectaban al común de la población.
Diversos documentos nos dan una idea de la importancia de la Iglesia como fortaleza para la defensa del pueblo y término de Teulada.

## Descripción
Arquitectónicamente la iglesia consta en la actualidad de dos partes bien diferenciadas: la primitiva, del siglo XVI, y una serie de ampliaciones que van desde el siglo XVIII a nuestros días. Esta parte primitiva que se eleva sobre una cripta que servía de espacio de enterramiento para el clero y las familias distinguidas de Teulada hasta principios del siglo XIX, se nos presenta como un templo de nave única orientada hacia levante, con cuatro tramos, altares entre contrafuertes, bóveda de medio punto a base de arcos terceletes y un ábside poligonal de cinco lados con bóveda estrellada, que en la llave tiene el escudo de armas de la parroquia como testimonio de una pintura dorada que recubría las nervaduras de tradición gótica. Estas nacen desde arriba de una imposta que, rodeando toda la nave, separa los pilares de la bóveda. Estos mismos pilares se convierten en contrafuertes y sustentan el cubrimiento del templo, teniendo en la parte delantera dos estrías que de arriba abajo los decoran. La iluminación natural de la fábrica entra por una serie de ventanas cuadrangulares, decoradas con vidrieras que corren a lo largo de cinco arcos ciegos por cada lado y por encima de la imposta, contrastando las formas curvas de los arcos con las rectilíneas de las ventanas. Éstas, por otro lado, son de reducidas dimensiones debido al carácter defensivo del templo, ya que de esta manera los muros son mucho más resistentes ante cualquier posible ataque de artillería. La débil luz natural que entra por estas ventanas se ha visto reforzada mediante la instalación de tubos fluorescentes por encima de la imposta, que recorren la parte antigua de la iglesia. Según las últimas investigaciones sabemos que trabajó en este templo, y casi con toda seguridad lo proyectó, Joan Cambra, importante arquitecto que dejó edificios muy notables como la iglesia de Pego y San Sebastián de los Reyes en Valencia.
Estas características que tanto nos hacen recordar los templos gótico-catalanes de una sola nave, altares entre contrafuertes, bóveda de arcos terceletes y ábside poligonal, son las propias de una fábrica renancentista que, con los arcos de medio punto y la imposta, todavía conserva fresca, en la estructura y la bóveda, la fuerza del ya tardío y decadente gótico valenciano del siglo XV, que se hace presente en toda esa serie de reminiscencias tanto en este templo como en otras iglesias de la Comunidad Valenciana, todas ellas de una época que va desde las postrimerías del siglo XVI hasta finales del siglo XVII.
La primera ampliación intenta dar una forma de cruz latina como prolongación de la antigua planta gótica. Ayuda a dar esta sensación de continuidad el alargamiento de la imposta alrededor de esta zona ampliada. Es en este momento (ca. siglo XVIII) cuando cambia la orientación del altar mayor de este a oeste. Presumimos que en estos momentos se abrió la puerta, de estilo neoclásico conocida como Porta Nova. También entonces desaparecen todas las características defensivas que esta iglesia tenía como fortaleza. Hoy tan sólo podemos observar algún tramo de muralla en la parte posterior del templo.
Después de esta primera ampliación se construyen la capilla de la Comunión y nuevas dependencias de la Sacristía, entre los siglos XIX y XX. Finalmente se da paso a la erección de un nuevo campanario, después de haber derribado la antigua torre redonda conocida como la Torre del Relotge (Torre del Reloj), situada al lado de la Porta de la Barbacana, que iba desde la iglesia hasta la actual Casa Abadía. Este nuevo campanario, comenzado alrededor de 1895 y acabado en la primera década del siglo XX, es un bello exponente de las torres hexagonales que siguen la tradición medieval, pero construida en una época en la que domina el gusto de rememorar tiempos pretéritos. Está construido en sillares de piedra viva diestramente trabajados por picapedreros de la villa y otros de la comarca y tiene unas dimensiones de 24 metros de perímetro en la base y una altura de 30 metros. Según el proyecto inicial este campanario no fue terminado, ya que todavía queda por realizar un remate en el que estarían las campanas del reloj, el cual estaría coronado por un cupulino.
En el año 1979 comenzaron las obras de restauración de la iglesia de Santa Catalina que duraron aproximadamente un año. Si bien esta restauración ha contribuido a conocer mejor las particularidades constructivas y artísticas de nuestro templo parroquial, la técnica utilizada para la repristinación de la parte interior no fue la más adecuada, ya que se destruyó parte de aquello que quedaba escondido bajo una capa de pintura con diferentes tonalidades de gris, como por ejemplo algunos dorados de las nervaduras de la bóveda y algunas marcas de cantería, entre otros.